# Sandro Lindschinger
Sandro-Manuel Lindschinger (* 18. Oktober 1985 in Tamsweg) ist ein ehemaliger österreichischer Fußballspieler, der aufgrund zahlreicher Verletzungen 2010 seine Fußballkarriere beendete und in weiterer Folge eine juristische Laufbahn einschlug. Heute ist er nebenbei auch als Fußballtrainer im Amateurbereich tätig und organisiert und leitet Fußballcamps für den Nachwuchs.
Nachdem er davor über ein Jahr lang im Bundesministerium für Kunst, Kultur, öffentlichen Dienst und Sport gearbeitet hatte, ist er seit Oktober 2020 als Jurist beim Österreichischen Fußball-Bund tätig.

## Vereinskarriere

### Karrierebeginn in der Heimat
Sandro-Manuel Lindschinger wurde am 18. Oktober 1985 in Tamsweg im Bundesland Salzburg geboren und wuchs in der rund 30 Kilometer östlich gelegenen Gemeinde Sankt Georgen ob Murau auf. Hier begann er an seinem sechsten Geburtstag, am 18. Oktober 1991, auch seine Vereinskarriere als Fußballspieler. Diese führte ihn nach mehreren absolvierten Altersklassen im Sommer 1996 in die Nachwuchsabteilung des SVU Murau in die Bezirkshauptstadt Murau. Dort war er bis zum Sommer 1998 aktiv und wechselte in weiterer Folge für die folgenden zwei Jahre zum Kooperationsverein TSV Neumarkt in die noch weiter östlich gelegene Marktgemeinde Neumarkt in Steiermark, ehe er nach abermals zwei Jahren im Sommer 2000 als 14-Jähriger den Sprung in die Jugendabteilung des SK Sturm Graz schaffte. Dabei absolvierte er ebenfalls verschiedene Altersspielklassen, gehörte dem Bundesnachwuchszentrum (BNZ) Sturm Graz an, besuchte den Sport-Zweig am Bundesoberstufenrealgymnasium Monsbergergasse und schaffte nach zwei Jahren im Sommer 2002 den Sprung von der U-17- in die U-19-Mannschaft des Klubs. Einsätze in der Amateurmannschaft der Grazer ließen ebenfalls nicht lange auf sich warten.

### Leihspieler beim SSV Jahn Regensburg
Aufgrund seiner Einsätze in den diversen österreichischen Nachwuchsnationalteams, allen voran seiner Teilnahme an der U-19-Europameisterschaft 2003 in Liechtenstein im Sommer 2003, konnte er seinen Bekanntheitsgrad steigern und machte aufgrund seiner Leistungen auch andere Vereine auf sich aufmerksam. Nachdem er davor seine ersten Einsätze in der Amateurmannschaft der Grazer mit Spielbetrieb in der drittklassigen Regionalliga Mitte absolviert hatte, wechselte er zur Saison 2004/05 auf Leihbasis zum SSV Jahn Regensburg in die damals drittklassige deutsche Regionalliga Süd. Der Klub war erst in der vorangegangenen Saison aus der 2. Bundesliga in die Regionalliga abgestiegen. Dem Wechsel vorangegangen war ein Probetraining Lindschingers mit Einsätzen in Testspielen bei den Regensburgern. Ein fixer Wechsel wäre ohne Bezahlen einer Ablösesumme nicht möglich gewesen, da Lindschinger zu diesem Zeitpunkt bei den Grazern noch einen bis Sommer 2006 laufenden Amateurvertrag hatte. Teilweise aufgrund disziplinärer Probleme, teilweise auch aufgrund fehlender Spielpraxis kam er nur in vier Meisterschaftsspielen der ersten Mannschaft zum Einsatz und absolvierte nebenbei auch noch sieben Ligapartien (+ ein Tor) für die zweite Mannschaft der Regensburger, die damals in der nur eine Spielklasse tiefer gelegenen Bayernliga vertreten war. Für die zweite Mannschaft absolvierte er zudem eine Halbzeit im Erstrundenspiel des DFB-Pokals 2004/05, das in einer 1:3-Niederlage gegen Unterhaching endete. Einen Tag später verlor auch die erste Mannschaft ihr Erstrundenspiel gegen Werder Bremen. Alle seine Einsätze hatte er im Herbst 2004 absolviert; im Frühjahr 2005 fand er bereits keine Berücksichtigung mehr. Grund dafür war ein Disput mit einem Schiedsrichter, mit dem er während eines Spiels aneinandergeraten und mit Rot vom Platz gestellt worden war, woraufhin Lindschinger eine Rekordsperre von 14 Spielen ausfasste. Mario Basler, der die Mannschaft zu dieser Zeit trainierte, warf ihn aufgrund disziplinärer Gründe aus dem Kader. Am Ende der Saison – mit beiden Mannschaften beendete er die Spielzeit auf dem achten Rang und damit einem Platz im Tabellenmittelfeld – kehrte Lindschinger wieder nach Graz zurück.

### Verletzungspech verhindert Durchbruch
In Graz konnte er sich aufgrund andauernder Verletzungen, nach sich ziehender Operationen und dementsprechend langer Regenerationszeit kaum durchsetzen. Mischa Petrović holte ihn nach seiner Rückkehr aus Deutschland in den Profikader und ließ ihn am letzten Spieltag der Saison 2004/05 zu seinem Profidebüt kommen, als er ihn am 29. Mai 2005 beim 3:1-Auswärtssieg über die SV Mattersburg von Beginn an und über die vollen 90 Minuten im linken Mittelfeld spielen ließ. Verletzungsbedingt versäumte er einen Großteil der Spielzeit 2005/06, kam für die Amateurmannschaft zum Einsatz, schied mit dieser auch in der zweiten Runde des ÖFB-Cups 2005/06 aus und schaffte es abermals erst am Saisonende in der Profimannschaft zum Einsatz zu kommen. Als Ersatzspieler kam er im Mai 2006 in den letzten beiden Meisterschaftsspielen gegen den Stadtrivalen Grazer AK und die SV Mattersburg zum Einsatz und beendete die Saison mit den Grazern auf Rang 8. Zu einem neuerlichen Disput mit einem Schiedsrichter kam es am 23. September 2005 bei einem 1:1-Auswärtsremis seiner Mannschaft gegen den Wolfsberger AC, als er nach Mario Kreimers Tor zum 1:0 in der 68. Spielminute aufgebracht zum Linienrichter Harald Denthaner stürmte und sich bei diesem über eine vorangegangene Entscheidung beschwerte. Vom damals erst 22 Jahre alten Schiedsrichter Manuel Schüttengruber erhielt er in weiterer Folge die rote Karte, woraufhin Lindschinger sich das Trikot vom Körper riss und erst nach Intervention durch seinen Trainer das Spielfeld räumte.
Franco Foda, der damals noch die Amateure trainierte, trat daraufhin ab Sommer 2006 die Nachfolge von Petrović an und holte den jungen Mittelfeldakteur gegen Ende der nachfolgenden Spielzeit 2006/07 regelmäßig in den Profikader. Nachdem er in zwei aufeinanderfolgenden Partien im August zu Kurzeinsätzen gekommen war und auch im Dezember ein Spiel für die Profis absolviert hatte, saß er ab der 25. Meisterschaftsrunde regelmäßig auf der Ersatzbank, von der es immer wieder zu Kurzeinsätzen brachte, aber auch in zwei Spielen von Beginn an am Rasen war. Am Ende hatte er es auf acht Bundesligaeinsätze gebracht und rangierte mit dem Klub, der bereits mit drei Punkten weniger in die Saison gestartet war und aufgrund des in diesem Jahr erfolgten Konkurses, der in einem Zwangsausgleich endete, weitere zehn Punkte abgezogen bekommen hatte, im Endklassement auf dem siebenten Platz. Für die Amateure war er, teilweise auch seiner ständigen Verletzungsanfälligkeit geschuldet, in lediglich vier Regionalligapartien im Einsatz und hatte es in der Endtabelle auf einen Rang im Tabellenmittelfeld gebracht.
In der Saison 2007/08, der Saison nach dem Konkurs, wurde der im Mittelfeld aber auch in der Verteidigung einsetzbare Lindschinger von Foda von Beginn an im erweiterten Kader geführt. Zumeist nur als Ersatzkraft im Einsatz, absolvierte er am 28. Juli 2007 bei einem 2:2-Auswärtsremis gegen die SV Mattersburg auch ein Spiel über die volle Distanz. Während er einen Großteil des Herbstdurchgangs nur uneingesetzt auf der Ersatzbank saß oder erst kurz vor Spielende eingewechselt wurde, absolvierte er vor allem zu Beginn auch einige längere Einsätze und krönte sich mit den Grazern nach einer turbulenten vorangegangenen Saison zum „Winterkönig 2007/08“. Nachdem er am 10. November 2007 seinen letzten Kurzeinsatz in der Bundesliga absolviert hatte, gehörte Lindschinger bis zur Winterpause nicht mehr dem Kader an und fiel in weiterer Folge auch noch aufgrund einer Verletzung, die er sich in der Vorbereitung zugezogen hatte, das gesamte nächste Frühjahr aus. Auch in der Regionalliga gehörte er in dieser Saison nicht zur Stammbesetzung und hatte es im Herbst auf lediglich drei Meisterschaftseinsätze, diese jedoch allesamt über die vollen 90 Minuten, gebracht und dabei am 6. November 2007 bei einem 2:1-Heimsieg über den SVG Bleiburg beide Tore seiner Mannschaft erzielt. Kurz nachdem die Meisterschaft in der Bundesliga beendet gewesen war, kehrte der 22-Jährige nach mehrmonatiger Verletzungspause Anfang Mai in den Regionalligakader zurück und absolvierte bis zum Saisonende alle restlichen fünf Meisterschaftsspiele, in denen er weitere zwei Treffer beisteuerte. Im Endklassement hatte er es mit den Amateuren in der teils dicht gestaffelten Tabelle – die Plätze 2 bis 5 hatten gleich viele Punkte erreicht – auf den fünften Tabellenplatz gebracht und die Meisterschaft mit den Profis auf Rang 4 abgeschlossen, womit auch ein internationaler Startplatz verbunden war. Da sein zwei Jahre zuvor bis Sommer 2008 verlängerter Vertrag auslief und nicht weiter verlängert wurde, musste er den Verein mit 30. Juni 2008 verlassen.

### Wechsel zum Stadtrivalen und Ende der Fußballkarriere
Im Sommer 2008 wechselte er innerhalb der Regionalliga zum Stadtrivalen Grazer AK, der aufgrund des erheblichen Konkurses und der Annahme eines Zwangsausgleichsantrags mit einer 20-prozentigen Quote in der vorangegangenen Saison zwar vorerst gerettet werden konnte, aber nachdem die Lizenz für die zweithöchste Spielklasse, in die der Klub, nachdem ihm in der vergangenen Spielzeit insgesamt 28 Punkte abgezogen worden waren, abgestiegen wäre, nicht genehmigt worden war, in die drittklassige Regionalliga Mitte zwangsabsteigen hat müssen. Bei den Roten konnte er erstmals in seiner Karriere zu einem Stammspieler avancieren und wurde von Stojadin Rajković und Gregor Pötscher, der Rajković noch früh in der Saison ersetzte, in insgesamt 26 von 30 möglich gewesenen Ligapartien eingesetzt, wobei er ein Tor erzielte. In der Endtabelle belegte er mit dem GAK punktegleich, jedoch mit einer minimal schlechteren Tordifferenz hinter dem TSV Hartberg den zweiten Tabellenplatz und schaffte dadurch nur knapp nicht die Rückkehr in den Profifußball, für den die Grazer wieder eine Lizenz bekommen hätten. Kurz davor hatten die Grazer noch ihren zweiten Konkurs hinter sich gebracht.
Nachdem er sich zu Beginn der Saison 2009/10 eine neuerliche Verletzung zugezogen hatte und Ende August lediglich in je einem Regionalliga- und Landesligaspiel (für die zweite Mannschaft) zum Einsatz gekommen war, beendete er im Jahr 2010 – zu diesem Zeitpunkt 24 Jahre alt – offiziell seine Karriere als Fußballspieler. Im Sommer 2009 hatte er binnen fünf Jahren seine neunte Knieoperation. Seinen Spielerpass hinterlegte er Anfang des Jahrs 2010 beim SC Kalsdorf, für den er jedoch nicht zum Einsatz kam und danach Anfang des Jahres 2011 beim SV Übelbach, bei dem er es ebenfalls zu keinen Einsätzen brachte.

## Nationalmannschaftskarriere
Unter Paul Gludovatz nahm Lindschinger im Juli 2003 an der U-19-Europameisterschaft 2003 in Liechtenstein teil und gewann dort mit der österreichischen U-19-Auswahl die Bronzemedaille. In den Jahren 2004 und 2005 gehörte er auch dem österreichischen U-20-Kader an.
Als einige Jahre vor der Heim-EM die Österreichischen Future- und Challenge-Teams ausgerufen wurden, war Lindschinger einer der Spieler des Challenge-Teams, das aus 16- bis 19-jährigen Spielern zusammengesetzt wurde.
Insgesamt soll er in verschiedenen Alterskategorien auf 30 Jugendnationalmannschaftseinsätze für sein Heimatland gekommen sein.

## Die Karriere danach
Nach seinem Karriereende als Fußballspieler absolvierte er ein Studium der Rechtswissenschaften an der Universität Wien und stieg nach seinem Abschluss 2016 bei einer Grazer Anwaltskanzlei ein. Daneben begann er noch eine Ausbildung im Sportrecht und schloss dieses Studium im Jahr 2018 mit einem Master im Sportrecht (LL.M.) an der Donau-Universität Krems ab. In einem Interview im Sommer 2018 gab der Magister an, auch noch einen Doktortitel zu forcieren.
Daneben begann er auch eine Laufbahn als Fußballtrainer und war als solcher von 2012 bis 2014 als Nachwuchstrainer beim SC Klosterneuburg tätig. Davor hatte er 2012/13 seine Kindertrainerlizenz erhalten, 2014/15 folgte die Jugendtrainerlizenz, gefolgt von der UEFA-B-Lizenz 2015/16. Von 2015 bis 2017 war er als Trainer beim USV Natschbach tätig. Zusammen mit dem Ex-Profi Richard Wemmer, der unter ihm in Natschbach gespielt hatte, übernahm er im Sommer 2018 als Trainer-Duo die Kampfmannschaft des USV Kainbach-Hönigtal mit Spielbetrieb in der sechstklassigen Unterliga Mitte. Nach nur einer Saison gab er das Traineramt zur Gänze an Wemmer ab und beendete sein Engagement beim USV Kainbach-Hönigtal. Davor hatte er im Winter 2018/19 noch eine Woche lang auf Einladung von Dominik Glawogger, der die dortige U-19-Auswahl trainierte, beim deutschen Zweitligisten Holstein Kiel hospitiert.
Nebenbei organisiert und leitet Lindschinger auch Fußballcamps für den Nachwuchs. Im Sommer 2018 erhielt er seine UEFA-A-Trainerlizenz; beim Lehrgang waren diverse andere ehemalige Profispieler, darunter unter anderem Stefan Maierhofer, dabei.
Nachdem er davor von Juni 2019 bis September 2020 beim Bundesministerium für Kunst, Kultur, öffentlichen Dienst und Sport angestellt war, ist er seit Oktober 2020 als Jurist beim Österreichischen Fußball-Bund tätig und ist als solcher unter anderem bei Live-Auslosungen wie etwa ÖFB-Cup-Auslosungen im Fernsehen zu sehen.

## Privates
Sein jüngerer Bruder Claudio (* 1988) ist ebenfalls als Fußballspieler aktiv, brachte es jedoch nie über den Amateurbereich hinaus.
Auf Hobbyebene tritt Lindschinger auch als Tennisspieler in Erscheinung und gewann dabei unter anderem mit dem einstigen Fußballprofi René Gsellmann im Jahr 2022 ein Doppel bei einem Clubturnier des TC Lebring-St. Margarethen.